# الاحتجاجات الدولية على الاشتباكات الإسرائيلية الفلسطينية 2021
خرجت مُظاهرات عدة في العديد من دول العالم للتظاهر ضد العُدوان الإسرائيلي على الفلسطينيين في كُل من الضفة الغربية والقُدس المُحتلة وقطاع غزة، وأيضا تنديدا بالقصف المُتكرر لطائرات جيش الاحتلال الإسرائيلي للمدنيين في قطاع غزة. أبرز هذه المُظاهرات والمسيرات التضامُنية كان في دول أستراليا والمملكة المتحدة وألمانيا ونيوزيلندا والولايات المتحدة واليابان والأردن والمغرب.
بلغت المُظاهرات الشعبية والوقفات التضامنية مع الشعب الفلسطيني أوجها يوم السبت 15 مايو 2021، بالتزامن مع إحياء ذكرى مرور 73 سنة على ذكرى النكبة. وقد فاق عدد المُدن التي نُظمت فيها هذه المُظاهرات 150 مدينة حول العالم، أبرزها كان مُدن العقبة وإربد وعمان في الأردن، والجزائر العاصمة في الجزائر، وأنقرة وإسطنبول في تركيا، وأثينا في اليونان، ومُدن ويلينغتون ووانجانوي وبالميرستون نورث وكرايستشرش وأوكلاند في نيوزيلندا، وبغداد والبصرة والديوانية في العراق، ومُدن بيروت وطرابلس والنبطية وصيدا وصور في لبنان، ومُدن بنسليمان ومراكش وفاس والرباط والدار البيضاء في المغرب، ومُدن برغن وأوسلو في النرويج، ومُدن برلين وشتوتغارت ولايبزيغ وأوسنابروك وهامبورغ وكولن وفرانكفورت في ألمانيا، وسول في كوريا الجنوبية، ومُدن برمنغهام ومانشستر وبرادفورد وبرايتون وبرستل ولندن ونورتش وليستر ونوتنغهام وبيتربورو في إنجلترا، ومدينة بروكسل في بلجيكا، ومُدن كالغاري وهاليفاكس وسانت جونز ومونتريال وإدمونتون وتورونتو وفانكوفر وهاميلتون وواترلو وساسكاتون وأوتاوا ولندن في كندا، ومُدن كيب تاون وساندتون وجوهانسبرغ وبورت إليزابيث في جنوب أفريقيا، ومُدن كوبنهاغن وأودنسه وآرهوس في الدنمارك، ومُدن دمشق ودرعا في سوريا، ودكا في بنغلاديش، والدوحة في قطر، ومُدن دبلن ودنيدن وغالواي وكورك في جمهورية أيرلندا، وغلاسكو وإدنبرة في اسكتلندا، وكارديف في ويلز، وكامبالا في أوغندا، والخرطوم في السودان، ومدينة الكويت في الكويت، ومدريد وبرشلونة وقادس في إسبانيا، ومُدن المهدية وتونس العاصمة وقفصة وسوسة في تونس، ومُدن ميلانو وروما في إيطاليا، ومقديشو في الصومال، ونيروبي في كينيا، وسري نكر في الهند، ونيقوسيا في قبرص، ومُدن باريس وليل ومونبلييه وتولوز وستراسبورغ في فرنسا، ومُدن إسلام آباد بيشاور وكراتشي في باكستان، وبريشتينا في كوسوفو، وساو باولو في البرازيل، ومُدن هوبارت وأديلايد وكانبرا وبريزبان وسيدني وملبورن في أستراليا، وطهران في إيران، ولاباز في بوليفيا، وسانتياغو في تشيلي، وطوكيو في اليابان، وفيينا في النمسا، ومُدن وارسو وكراكوف في بولندا، ومُدن واشنطن العاصمة وميشيغان ولوس أنجلوس وسان خوسيه وديربورن ونيويورك وبوسطن وجاكسونفيل وبروكلين وشيكاغو وفيلادلفيا وبيتسبرغ ومانهاتن وميلواكي وبورتلاند ورالي وديربورن وبوكا راتون في الولايات المتحدة.

## مايو

### 9 مايو

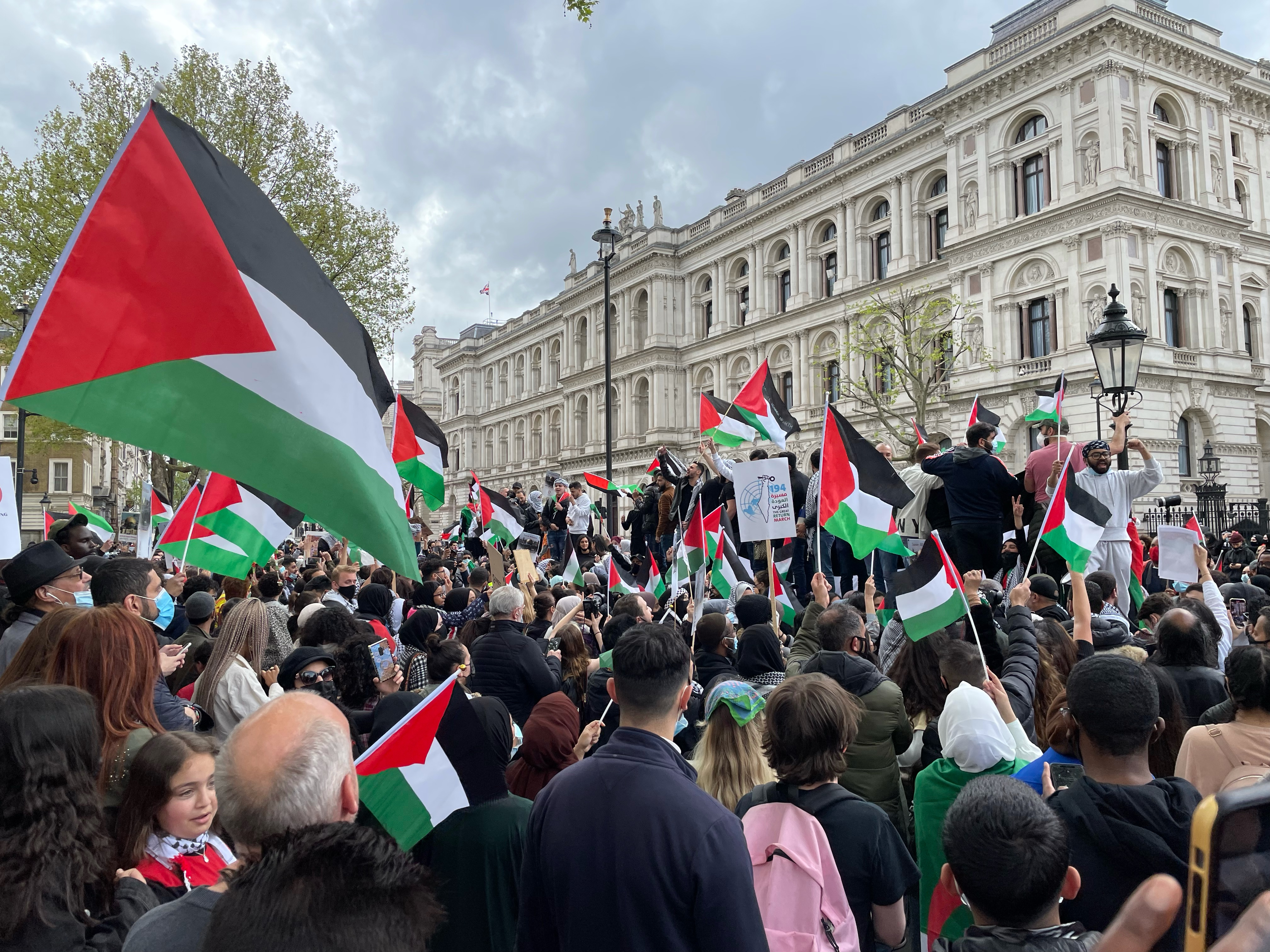
جانب من المُظاهرات أمام مكتب رئيس الوزراء البريطاني في لندن، بتاريخ 9 مايو 2021.

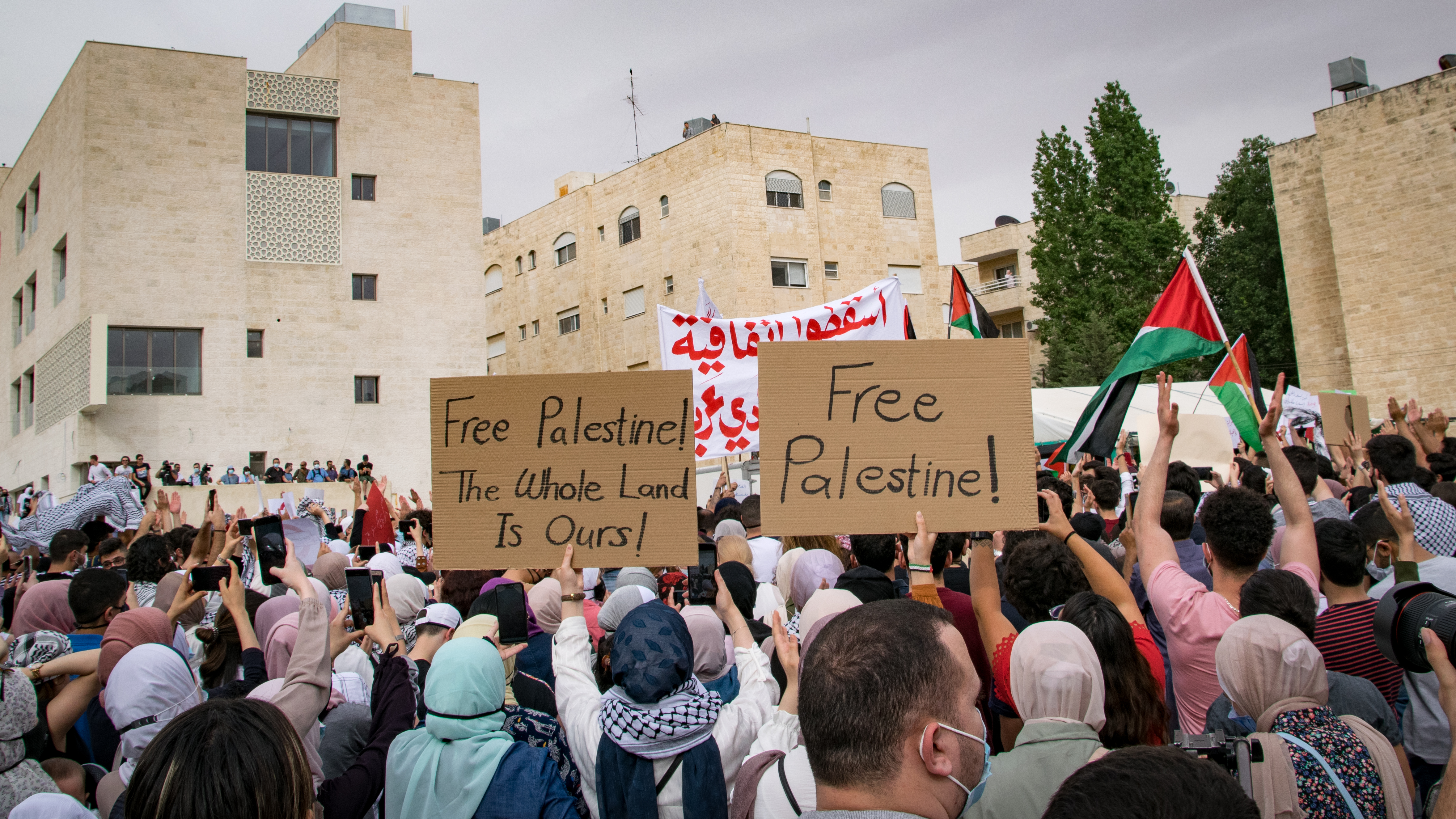
جانب من المُظاهرات في العاصمة الأردنية عمان في 9 مايو 2021

- نظمت الرابطة الإسلامية في بريطانيا مُظاهرات احتجاجية في كُل من مُدن لندن ومانشستر وبرمنغهام وبرادفورد، ضد مُقترح إخلاء منازل أهالي حي الشيخ جراح.[5]
- تظاهر آلاف الأردنيين أمام السفارة الإسرائيلية في عمان.[6][7]

### 10 مايو
- تظاهر الآلاف من المُواطنين الأتراك وأفراد الجاليتين السورية والفلسطينية في تُركيا أمام القنصلية الإسرائيلية في اسطنبول، حملوا خلالها علمي تُركيا وفلسطين، ومُرددين شعارات أبرزها كان «الجيش التركي يذهب إلى غزة!».[8] وقد جرت هذه المُظاهرات على الرغم من الإغلاق الكامل في تُركيا بسبب تداعيات انتشار فيروس كورونا في البلاد.[9]

### 11 مايو

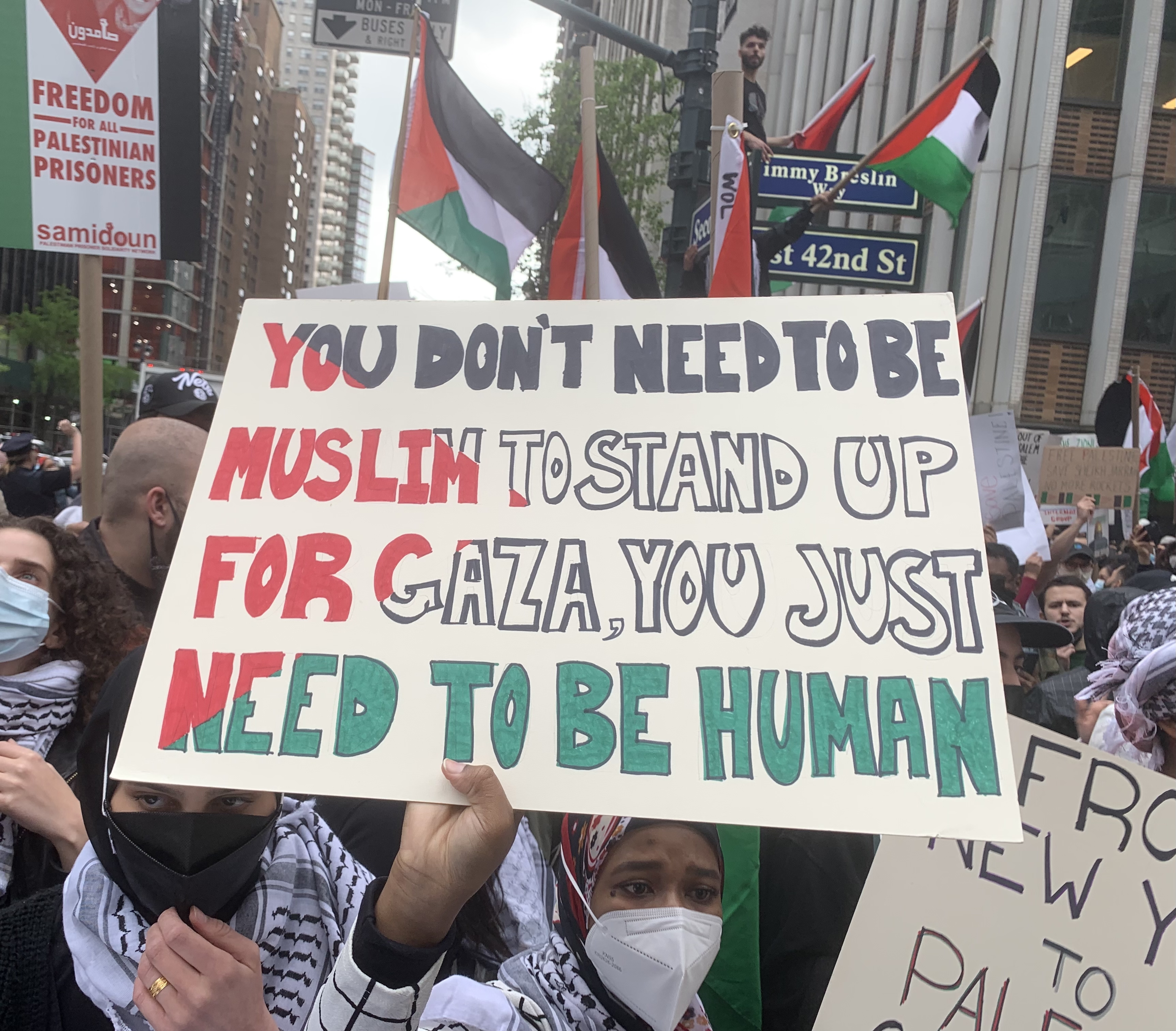
جانب من المُظاهرات المُؤيدة للشعب الفلسطيني في نيويورك يوم 11 مايو 2021.

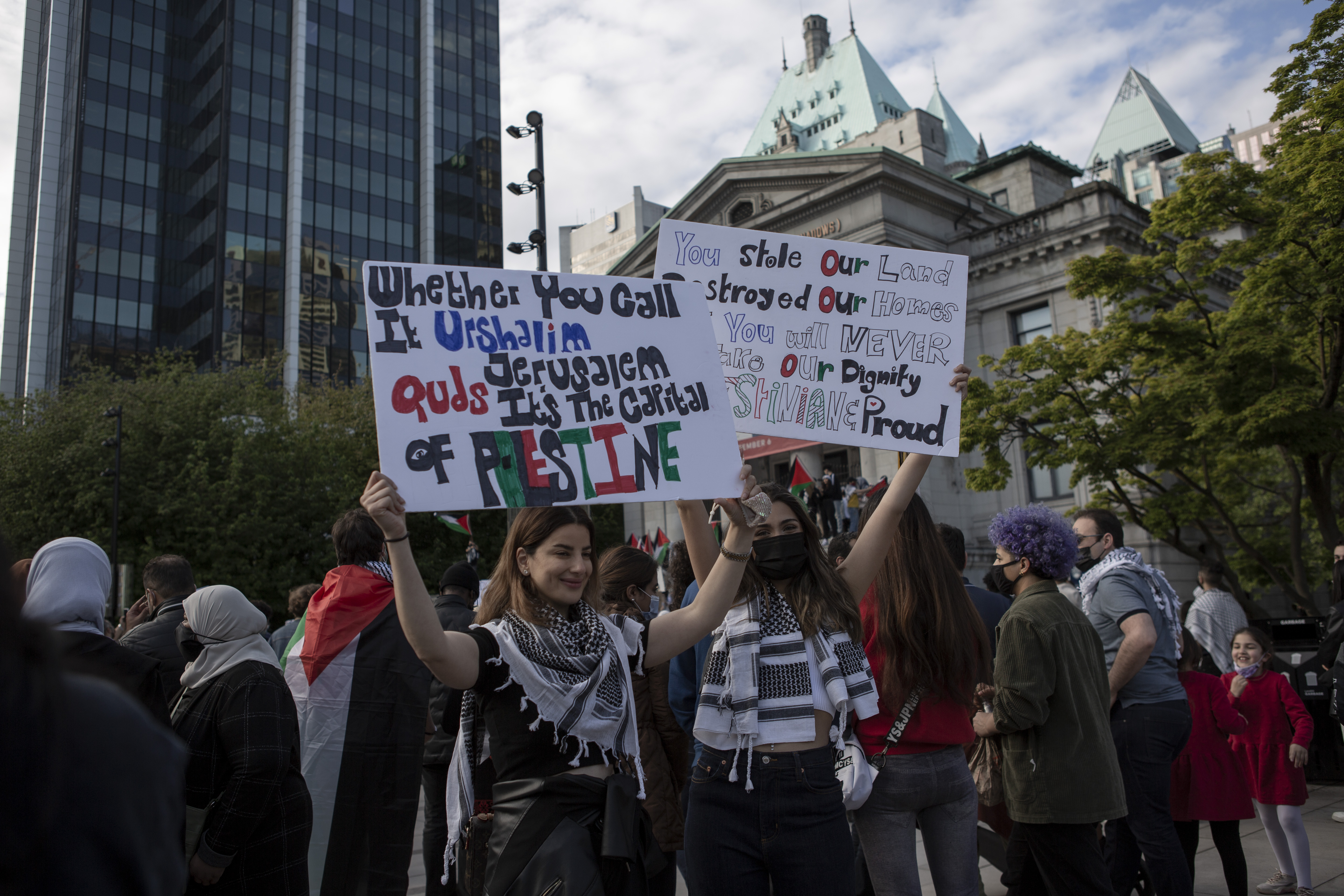
جانب من المُظاهرات المُؤيدة للشعب الفلسطيني في فانكوفر يوم 12 مايو 2021.

- احتشد العديد من الحقوقيين المغاربة وأعضاء «الجبهة المغربية لدعم فلسطين وضد التطبيع» في تظاهرة احتجاجية في ساحة الأمم المتحدة في مدينة الدار البيضاء. عبروا خلالها عن تضامنهم مع الشعب الفلسطيني.[10]
- شارك المئات من مُواطني جنوب إفريقيا في مُظاهرة مؤيدة للفلسطينيين في كيب تاون.[11]
- شارك المئات في مُظاهرات مُؤيدة للفلسطينيين في برايتون.[12]
- نُظمت مُظاهرة مؤيدة للفلسطينيين في شارع الدستور [الإنجليزية] في واشنطن العاصمة.[13]
- نظم كُل من مجلس العلاقات الأمريكية الإسلامية ومُنظمة المسلمون الأمريكيون من أجل فلسطين مُظاهرة حاشدة مُؤيدة للفلسطينيين بالقُرب من مبنى وزارة الخارجية الأمريكية في واشنطن العاصمة. حضر هذه الوقفة الاحتجاجية كُلا من النائبة رشيدة طليب والنائب أندريه كارسون.[14]

### 12 مايو
- تجمع مُتظاهرون مُنددون بالهجمات الإسرائيلية على المسجد الأقصى وقطاع غزة في العاصمة الفرنسية باريس. لكن الشرطة الفرنسية تدخلت لتفريق هذه المُظاهرات.[15]
- نُظمت مُظاهرات في مدينة شيكاغو بولاية إلينوي الأمريكية، ندد خلالها المُتظاهرون بجرائم الاحتلال الإسرائيلي.[16]
- تجمع عدة مُتظاهرين في مدينة ميلووكي الأمريكية، للتنديد بجرائم الاحتلال الإسرائيلي.[17]

### 13 مايو
- أطلقت الشرطة الكينية [الإنجليزية] قنابل الغاز المُسيل للدموع على مجموعة من المتظاهرين في نيروبي، احتجوا خلالها على القصف الإسرائيلي لقطاع غزة.[18]
- نُظمت مسيرة حاشدة في استوكهولم تضامُنا مع الشعب الفلسطيني.[19]
- شارك حوالي 3,000 شخص في مُظاهرة نُظمت في مدينة ميلانو الإيطالية تضامُنا مع فلسطين.[20]

### 14 مايو
- منعت الشرطة الأردنية مُتظاهرين كانوا يحاولون الوصول إلى جسر الملك حسين الذي يربط بين الضفة الغربية والأردن. كما خرجت مُظاهرات أخرى في نفس اليوم، نظمها شُبان على الحدود الجنوبية للُبنان.[21][22]
- تجمع أكثر من 600 شخص، من بينهم أويغور، أمام مسجد طوكيو في العاصمة اليابانية. عبروا خلالها عن تضامُنهم مع المُواطنين الفلسطينيين في قطاع غزة.[23]
- نُظمت مُظاهرات في العاصمة الألمانية برلين، تضامُنا مع الشعب الفلسطيني.[24]
- شارك الآلاف من مُسلمي بنغلاديش في العاصمة داكا، في مُظاهرات تضامُنية مع الشعب الفلسطيني، عبروا خلالها عن إدانتهم للعُدوان الإسرائيلي على المُواطنين الأبرياء في فلسطين المُحتلة.[25]

### 15 مايو

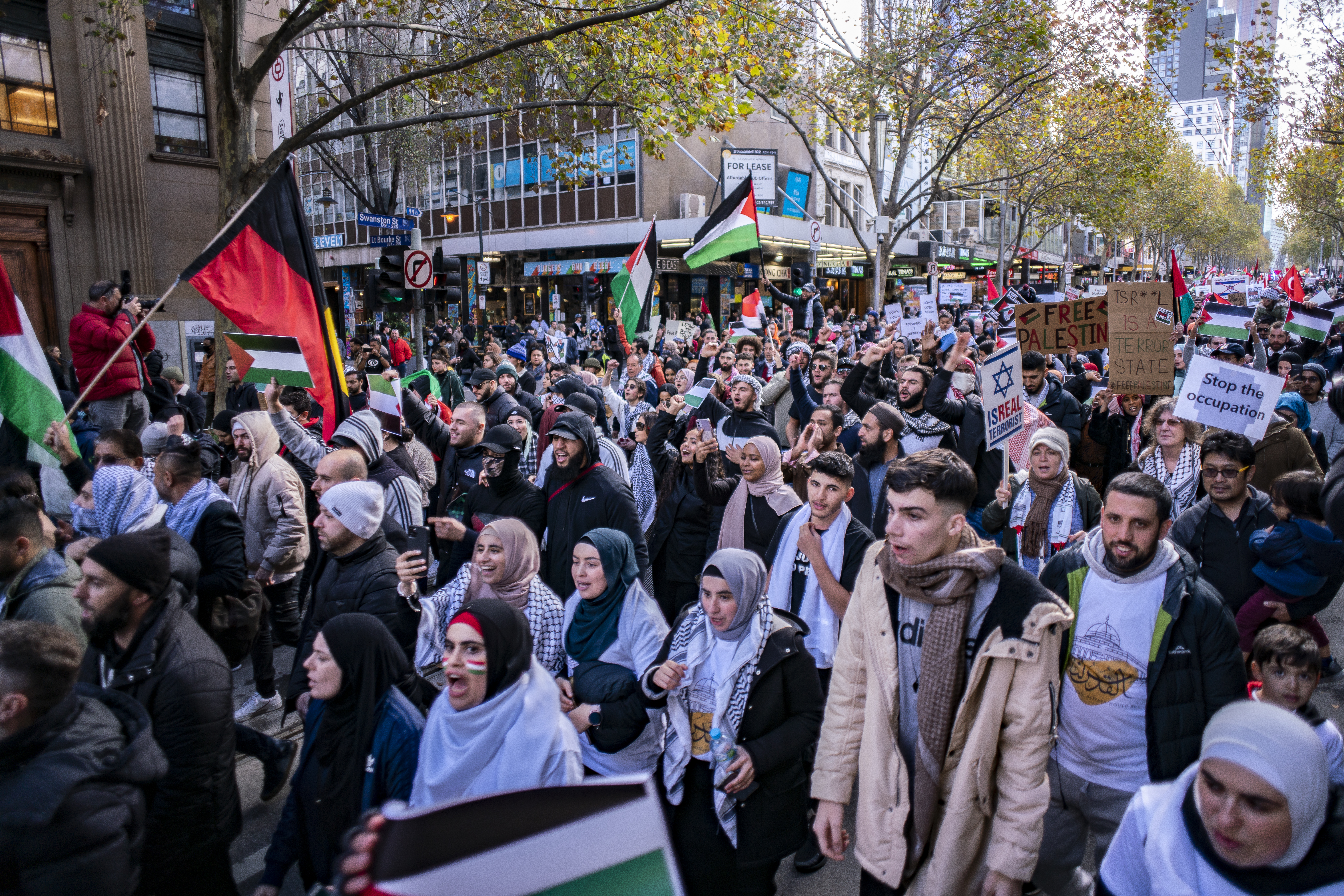
جانب من الوقفات التضامنية مع الشعب الفلسطيني في مدينة ميلبورن في أستراليا، وذلك في يوم 15 مايو 2021

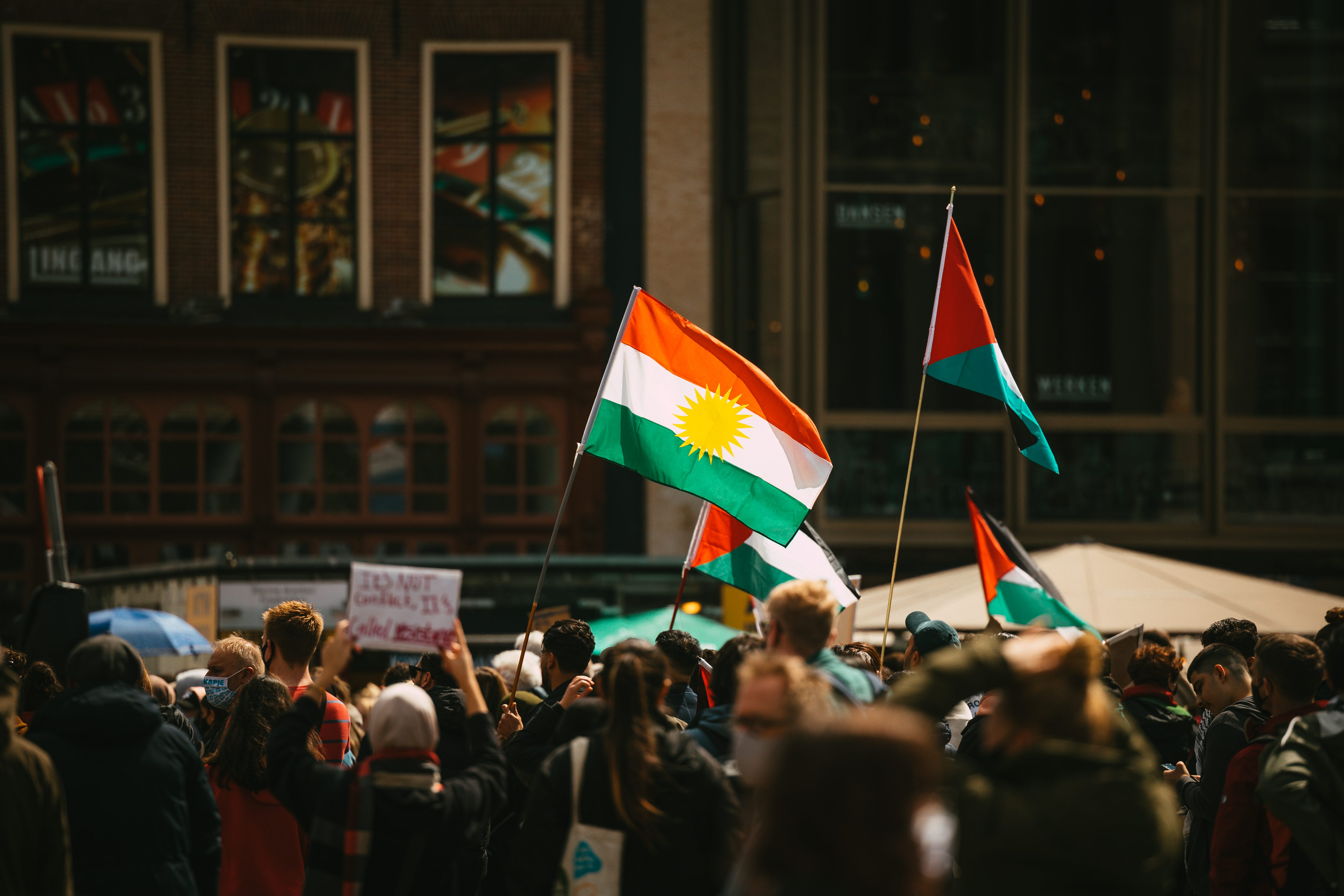
جانب من الوقفات التضامنية مع الشعب الفلسطيني في مدينة خرونينغن الهولندية يوم 16 مايو 2021

- في نيوزيلندا، وبمُناسبة إحياء ذكرى يوم النكبة، تجمع مُتظاهرون في مُدن أوكلاند وكرايستشيرش ودنيدن وبالمرستون نورث وهاميلتون ووانغانوي ونيلسون وويلنغتون، عبروا خلالها عن تضامُنهم مع الشعب الفلسطيني.[26]
- نُظمت عدة مسيرات تضامُنية مع الشعب الفلسطيني في عدة مناطق في جمهورية أيرلندا، أبرزها كان في مُدن كورك وغالواي والعاصمة دبلن، إضافة إلى وقفة احتجاجية أخرى نُظمت أمام السفارة الإسرائيلية في دبلن.[27]
- في الهند، أوقفت الشرطة الهندية في منطقة جامو وكشمير 21 شخصا خلال مُظاهرة مُؤيدة للشعب الفلسطيني.[28]
- في العاصمة الفرنسية باريس، استخدمت الشرطة قنابل الغاز المُسيل للدموع وخراطيم المياه الساخنة والهراوات لتفريق مُظاهرات مُؤيدة للشعب الفلسطيني. يأتي هذا الأمر بعد قرار محكمة فرنسية منع تنظيم مُظاهرات مُؤيدة للفلسطينيين في العاصمة.[29]
- شارك الآلاف في وقفات تضامنية أخرى مع الشعب الفلسطيني في العاصمة الإسبانية مدريد.[30]
- نُظمت عدة وقفات تضامُنية مع الشعب الفلسطيني في عدة مُدن في أستراليا، أبرزها كان في مُدن سيدني وأديلايد وملبورن والعاصمة كانبرا. ندد المُتظاهرون، والذين كانوا بالآلاف، خلال هذه الوقفات بالاعتداءات الأخيرة على الفلسطينيين في الضفة الغربية وقطاع غزة.[31][32]
- نُظمت عدة مسيرات ووقفات تضامُنية في عدة مناطق من العاصمة البريطانية لندن، أبرزها كان أمام السفارة الإسرائيلية، كما شهدت هذه الوقفات مُشاركة زعيم حزب العمال البريطاني السابق جيرمي كوربين والسفير الحالي لفلسطين في المملكة المتحدة حسام زملط.[33][34]
- في واشنطن العاصمة، نُظمت مسيرة شارك فيها المئات، إحياء لذكرى يوم النكبة وأيضا تنديدا بالعُدوان الإسرائيلي على الفلسطينيين في الضفة الغربية وقطاع غزة. هذه المسيرة كانت قد دعت إليها كل من حركة الشباب الفلسطيني وجمعية المسلمون الأمريكيون من أجل فلسطين.[35]
- في مونتريال، شارك الآلاف في مسيرات تضامُنية مع الشعب الفلسطيني.[36]
- نُظمت لليوم الثاني على التوالي عدة مسيرات تضامُنية مع الشعب الفلسطيني في ألمانيا، وذلك في مُدن شتوتغارت وكولون وهامبورغ، إضافة إلى العاصمة برلين.[37]
- في الدوحة، نُظم مهرجان تضامُني مع الشعب الفلسطيني أمام ساحة مسجد محمد بن عبد الوهاب. هذه المسيرة شارك فيها نحو 10 آلاف من القطريين وأفراد الجالية العربية والمُسلمة في قطر.[38]
- نُظمت مسيرات تضامنية ووقفات احتجاجية أخرى في بغداد وعدد من محافظات العراق، وأيضا في العاصمة التونسية تونس وعدد من مُحافظات البلاد.[39] كما منعت السلطات في النمسا إقامة مُظاهرتين للتضامن مع الشعب الفلسطيني، كانتا مُقررتين لهذا اليوم.[40]
- نُظمت مسيرات تضامنية ووقفات احتجاجية أخرى في العاصمة الأردنية عمان وقُرب الحدود مع الضفة الغربية المُحتلة. كما نُظمت مسيرة أخرى في وارسو عاصمة بولندا، شارك فيها المئات.[41]
- نُظمت مسيرة تضامنية مع فلسطين في حدود لبنان الجنوبية.[42]
- شارك حوالي 7,000 شخص في مدينة بروكسل عاصمة بلجيكا مُظاهرة حاشدة للتضامُن مع الشعب الفلسطيني.[43]
- في الولايات المتحدة، نُظمت عدة مسيرات ووقفات تضامُنية في كُل من مُدن أتلانتا وبوسطن ولويفيل ولوس أنجلوس ونيويورك وفيلادلفيا، إضافة إلى مُدن أخرى. طالب المُشاركون في هذه المُظاهرات بإنهاء قصف طيران الاحتلال الإسرائيلي على قطاع غزة.[44][45]
- في كندا، نُظمت عدة وقفات تضامُنية مع مُعاناة الشعب الفلسطيني في مُدن مونتريال وتورونتو ووينيبيغ والعاصمة أوتاوا.[46]

### 16 مايو
- في هولندا نُظمت عدة وقفات ومُظاهرات تضامنية مع الشعب الفلسطيني في مُدن أمستردام ولاهاي وخرونينغن وآيندهوفن ونايميخن وأنسخديه.[47]
- في مدينة باترسون في ولاية نيوجيرسي الأمريكية شارك حوالي 4 آلاف شخص في وقفة تضامنية مع الشعب الفلسطيني طالبوا خلالها بإنهاء الاحتلال الإسرائيلي للأراضي الفلسطينية.[48] أيضا في مدينة ممفيس بولاية تينيسي، نُظمت مسيرة تضامُنية مع الشعب الفلسطيني.[49]
- نُظمت مُظاهرات تضامنية مع الشعب الفلسطيني في حوالي 46 مدينة مغربية، أبرزها كان في مُدن طنجة والرباط والدار البيضاء ومراكش.[50]
- نُظمت في مدينة دمشق وعدد من مُدن محافظات سوريا الأخرى، مظاهرات تضامنية مع الشعب الفلسطيني.[51]

### 17 مايو
- نُظمت عدة وقفات تضامنية مع الشعب الفلسطيني، شارك فيها المئات، في كُل من العباسية وبيروت ومروحين في لبنان، ودمشق في سوريا، وعمان في الأردن.[52]
- في الولايات المتحدة، نُظمت عدة وقفات ومسيرات تضامنية مع الشعب الفلسطيني، أبرزها كان في واشنطن العاصمة ونيويورك وشيكاغو وفيلادلفيا وتكساس وكاليفورنيا.[53]

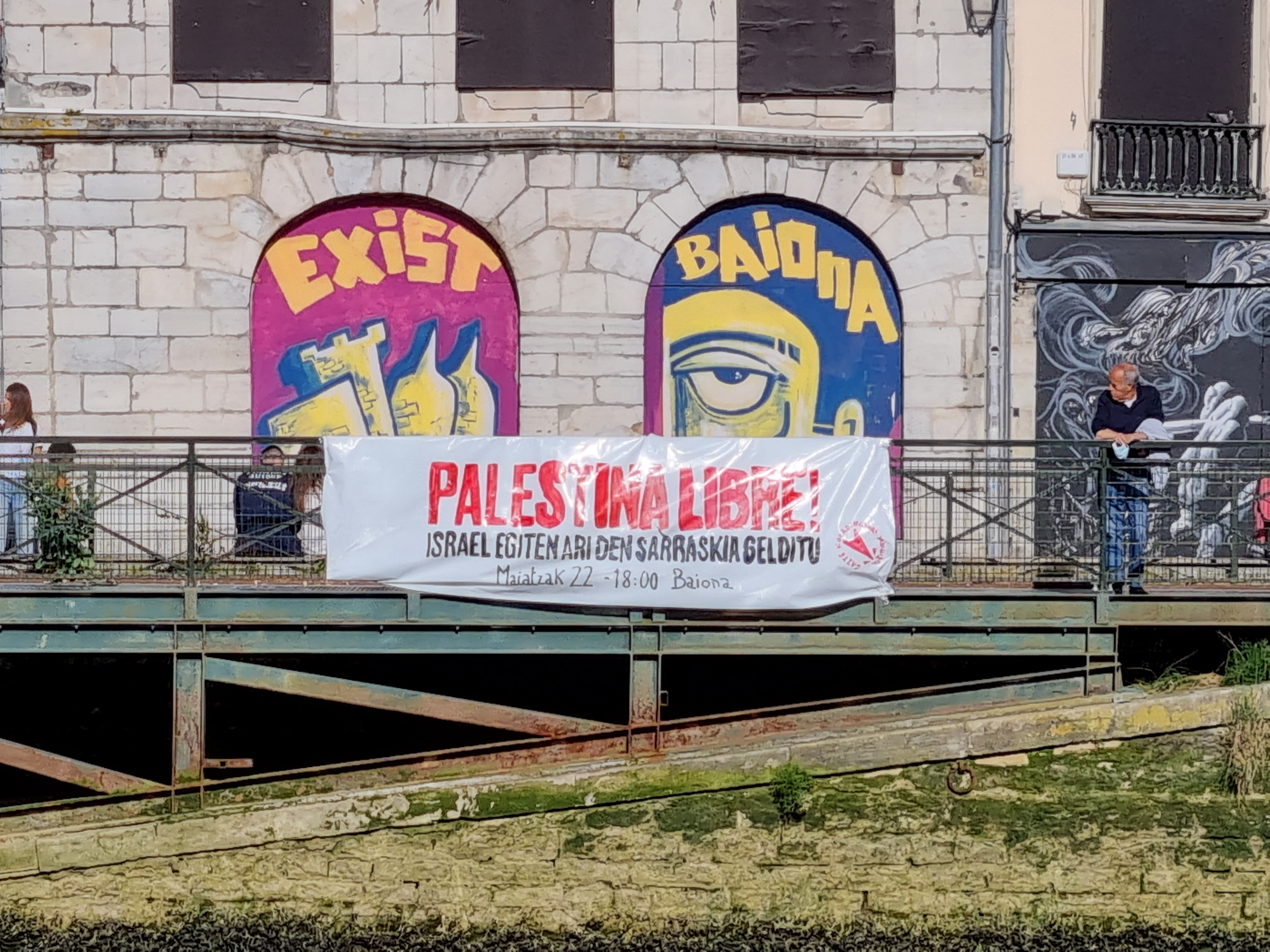
لافتة دعم لفلسطين في مدينة بايون في فرنسا

### 18 مايو
- شارك الآلاف في العاصمة الإندونيسية جاكرتا في تظاهرة احتجاجية أمام السفارة الأمريكية في جاكرتا، طالب خلالها المُشاركون بإنهاء الضربات الجوية الإسرائيلية على قطاع غزة. نُظمت أيضا مسيرة تضامنية إلى مقر بعثة الأمم المتحدة في جاكرتا بدعوة من اتحاد نقابات العمال في البلاد. كما نُظمت مسيرات تضامنية أخرى في مُدن سورابايا ويوغياكارتا وباندونغ وماكاسار ورياو.[54]
- شارك المئات في مُظاهرة احتجاجية ضد الهجمات الإسرائيلية على قطاع غزة والقُدس المحتلة في بوينس آيرس عاصمة الأرجنتين، كما نُظمت وقفة تضامنية أخرى في مدينة سان سلفادور دي خوخوي.[55] نُظمت أيضا مسيرة تضامنية مع الشعب الفلسطيني في مدينة ماناوس في البرازيل.[56]
- نُظمت في العاصمة الليبية طرابلس وقفة تضامنية مع الشعب الفلسطيني.[57]
- في الدنمارك، نُظمت عدة مسيرات ووقفات تضامنية مع الشعب الفلسطيني في مُدن كوبنهاغن وأودنسه وآرهوس.[58]
- في تونس، نُظمت وقفات تضامنية مع الشعب الفلسطيني شارك فيها الآلاف، أبرزها كان أمام قصر العدالة في العاصمة تونس، وأيضا في مدينة قفصة في الجنوب.[59] كما تظاهر عشرات المُحامين التونسيين أمام المحكمة الابتدائية بتونس العاصمة، تضامنًا مع الشّعب الفلسطيني، وتنديدا باعتداءات الاحتلال الإسرائيلي في قطاع غزّة والضّفة الغربية والقدس.[60]
- في باكستان، نُظمت عدة وقفات ومُظاهرات شعبية للتنديد بالعدوان الإسرائيلي على فلسطين، أبرزها كان في العاصمة إسلام آباد وفي مُدن لاهور وخوزدار وسيبي [الإنجليزية] وكيلا سيف الله [الإنجليزية].[61]
- في اليمن، نُظمت مسيرات ووقفات تضامنية مع الشعب الفلسطيني حضرها الآلاف، كان أبرزها في مُحافظات صنعاء والبيضاء وصعدة وذمار وإب وحجة.[62]
- نظمت نقابة الصحفيين الأردنيين وقفة تضامنية مع الشعب الفلسطيني في عمان.[63]
- نُظمت مُظاهرة بالمئات في الخرطوم عاصمة السودان تنديدا بالهجمات الإسرائيلية على غزة والقدس وتضامنا مع الشعب الفلسطيني.[64]
- في الولايات المتحدة، نُظمت 3 مُظاهرات احتجاجية في مدينة ديربورن شارك فيها أفراد الجالية العربية والمُسلمة في المدينة، وذلك احتجاجا على الدعم الأمريكي لإسرائيل وعلى العدوان الإسرائيلي على المدنيين في قطاع غزة والقدس الشرقية. نُظمت هذه الاحتجاجات تزامنا مع زيارة للرئيس الأمريكي جو بايدن للمدينة.[65] كما نُظمت بالتزامن مع ذلك، مُظاهرات ومسيرات تضامنية أخرى في كُل من واشنطن العاصمة ونيويورك.[66]
- نُظمت مسيرة تضامنية مع الشعب الفلسطيني في مدينة برشلونة في إسبانيا، ندد فيها المُشاركون بالعدوان الإسرائيلي على قطاع غزة وباقي الأراضي الفلسطينية.[67]
- في لبنان، نُظمت مسيرة حاشدة في العاصمة بيروت، تضامنا مع الشعب الفلسطيني.[68]
- نُظمت مسيرة تضامنية مع الشعب الفلسطيني في طهران عاصمة إيران.[69]

### 19 مايو
- في الولايات المتحدة، نُظمت وقفات ومسيرات تضامنية مع الشعب الفلسطيني في عدد من المُدن والولايات، أبرزها كان في واشنطن العاصمة ونيويورك وهيوستن وميشيغان ولوس أنجلوس.[70]
- نظم المُحامون في المغرب وقفات احتجاجية في مُختلف محاكم المملكة المغربية، وذلك احتجاجا على العُدوان الإسرائيلي على الشعب الفلسطيني.[71]
- نُظمت في سانتياغو عاصمة تشيلي مسيرة تضامنية مع الشعب الفلسطيني، ندد خلالها المُشاركون بالعدوان الإسرائيلي على الأراضي الفلسطينية.[72]
- نظم الاتحاد العام التونسي للشغل مسيرة حاشدة في تونس، ندد خلالها المُشاركون بجرائم قُوات الاحتلال الإسرائيلي في حق الفلسطينيين، كما طالبوا أيضا بضرورة سن قانون تجريم التطبيع. نُظمت أيضا مسيرة تضامنية مع الشعب الفلسطيني في مدينة سوسة.[73]
- نُظمت في لاباز عاصمة بوليفيا مسيرة تضامنية مع الشعب الفلسطيني.[74]
- في المملكة المتحدة، نُظمت عدة مظاهرات احتجاجية أمام مصنع للطائرات المُسيرة في مدينة ليستر، كما رفع مُتظاهرون العلم الفلسطيني على سطح بناية هذا المصنع. يعتقد المُتظاهرون أن طائرات بدون طيار صُنعت في هذا المصنع استخدمها جيش الاحتلال الإسرائيلي خلال الحرب الأخيرة على غزة.[75]

### 20 مايو

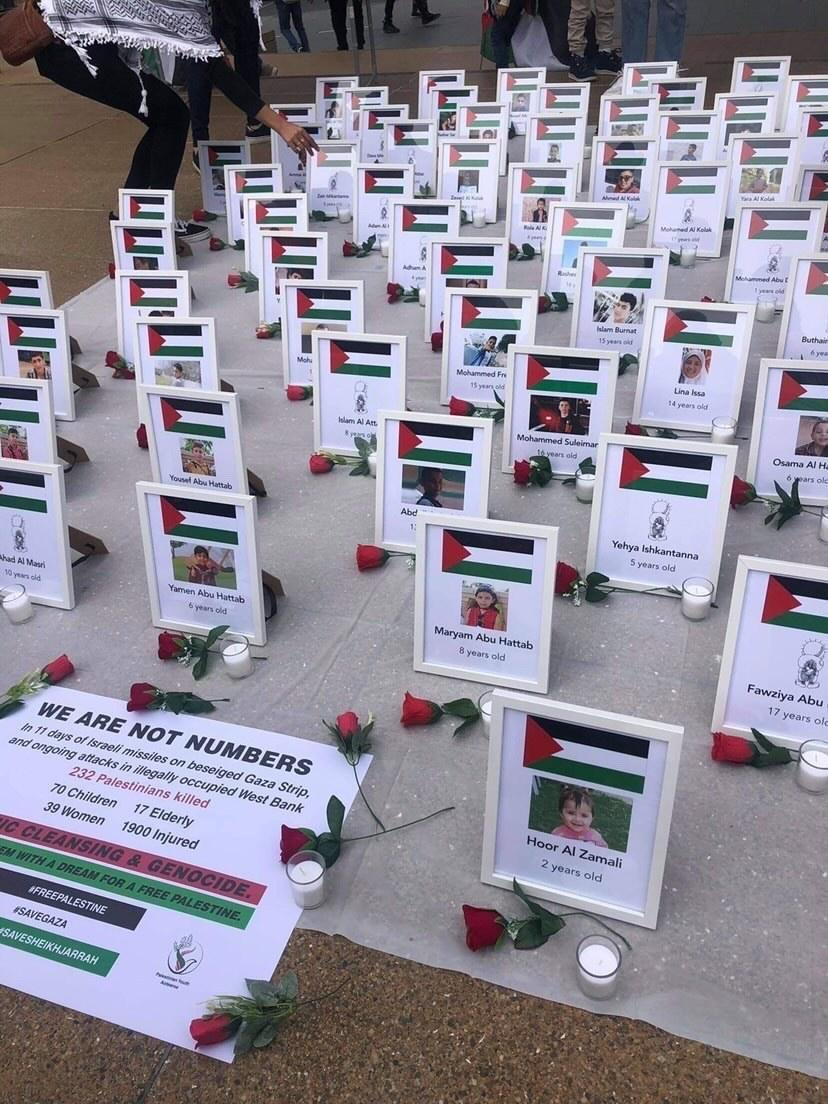
قام الشعب في نيوزلندا بكتابة أسماء الشهداء الذين استشهدو في حرب غزة 2021، تكريمًا لهم وتضامنًا مع الشعب الفلسطيني

- قام الشعب في نيوزلندا بكتابة أسماء الشهداء الذين استشهدو في حرب غزة 2021، تكريمًا لهم وتضامنًا مع الشعب الفلسطينينظم حزب العدالة والرفاهية الإندونيسي وقفة تضامنية مع الشعب الفلسطيني أمام السفارة الأمريكية في جاكرتا، وقد شارك في هذه الوقفة المئات من المُشاركين.[76]
- في كوريا الجنوبية، نظم نشطاء وقفة احتجاجية أمام السفارة الإسرائيلية في سول، طالبوا خلالها بإنهاء القصف الإسرائيلي على قطاع غزة.[77][78]
- نُظمت في بيروت مسيرة تضامنية مع الشعب الفلسطيني.[79]
- نظمت سفارة فلسطين لدى سلطنة عمان وقفة تضامنية مع الشعب الفلسطيني.[80]
- نُظمت في مدينة بوكا راتون في ولاية فلوريدا مسيرة تضامنية مع الشعب الفلسطيني.[81]

### 21 مايو
- في شيكاغو، نُظمت وقفة ومسيرة تضامنية مع الشعب الفلسطيني، احتفل خلالها المُشاركون بوقف إطلاق النار الذي اعتبروه انتصارا للفلسطينيين.[82]
- في باكستان، وافق البرلمان الباكستاني على اعتبار يوم الجمعة 21 مايو 2020 «يوما للتضامن مع فلسطين».[83] كما نُظمت في العديد من المُدن الباكستانية في ذلك اليوم عدة مسيرات ووقفات تضامنية شارك فيها عشرات الآلاف، أبرزها كان في العاصمة إسلام آباد وكراتشي. لكن إحدى هذه المسيرات جنوبي غربي باكستان، قُتل خلالها 6 أشخاص بعد انفجار قنبلة.[84]
- في جنوب أفريقيا، نُظمت عدة مسيرات ووقفات تضامُنية مع الشعب الفلسطيني، أبرزها كان في مُدن كيب تاون وبورت إليزابيث وجوهانسبرغ.[85]
- سار المتظاهرون في شارع جورج ستريت باتجاه المثمن في دنيدن بنيوزلندا يوم السبت دعما لفلسطين في أعقاب النزاعات الأخيرة في غزة. وقال المنظم براندون جونستون إن المتحدثين في أوتاغو ناقشوا السبل التي يمكن لنيوزيلندا أن تدعم فلسطين.[86]

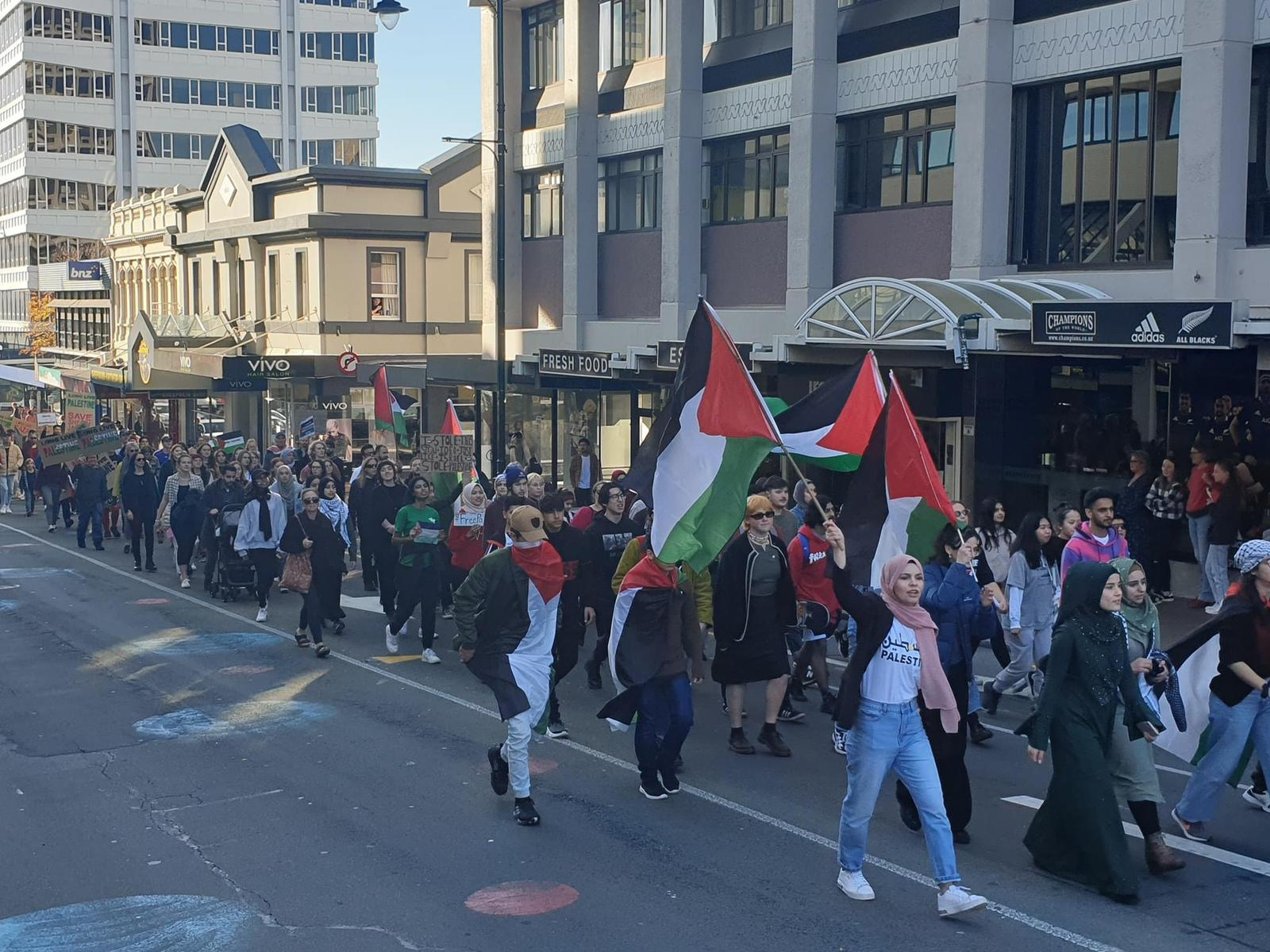
مظاهرة في أوتاغو بنيوزلندا، دعمًا للشعب الفلسطيني

### 22 مايو
- نُظمت في مدينة قادس في إسبانيا وقفة تضامنية مع الشعب الفلسطيني.[87]
- في العراق، نُظم مهرجان تضامني مع فلسطين شارك فيه كُل من الرئيس العراقي برهم صالح ورئيس الوزراء مصطفى الكاظمي ورئيس البرلمان محمد الحلبوسي ورئيس مجلس القضاء الأعلى فائق زيدان، إضافة إلى رئيس تحالف الفتح البرلماني هادي العامري والسفير الفلسطيني في العراق أحمد عقل.[88]
- نُظمت في نواكشوط عاصمة موريتانيا مسيرة تضامنية حاشدة نُصرة للقدس وفلسطين.[89]
- في بلجيكا، نُظمت مسيرة تضامنية مع أبناء الشعب الفلسطيني في مدينة بروكسل.[90]
- نُظمت في طهران عاصمة إيران مسيرة تضامنية حاشدة نُصرة للشعب الفلسطيني.[91]
- في المملكة المتحدة، نُظمت أكبر مسيرة مؤيدة للشعب الفلسطيني في تاريخ البلاد، حيث شارك حوالي 180 ألف شخص في مسيرة تضامنية في لندن، من بينهم الزعيم السابق لحزب العمال البريطاني جيرمي كوربين.[92] كما نُظمت مسيرات أخرى في عدة مناطق من بريطانيا، أبرزها كان في مُدن مانشستر وبرمنغهام وليفربول وكارديف وبرستل ونوتنغهام وبيتربورو ودبلن.[93][94]
- في فرنسا، نُظمت عدة مسيرات ووقفات تضامنية مع الشعب الفلسطيني، أبرزها كان في ساحة الجمهورية في العاصمة باريس، إضافة إلى مسيرات أخرى في مدن تولوز وليل وستراسبورغ ومونبلييه.[95]
- في الولايات المتحدة، شارك الآلاف في مسيرة تضامنية مع الشعب الفلسطيني جابت أهم شوارع نيويورك.[96]
- في ألمانيا، نُظمت مسيرات تضامنية مع الشعب الفلسطيني في كل من برلين ولايبزيغ وفرانكفورت. على الرغم من أن الشرطة الاتحادية الألمانية منعت عدة تجمعات ووقفات أخرى.[97]
- في أستراليا، نُظمت عدة مسيرات ووقفات تضامنية مع فلسطين، أبرزها كان في مُدن أديلايد وبريزبان وملبورن وهوبارت والعاصمة سيدني.[98]

### 23 مايو
- تظاهر مناصرو القضية الفلسطينية في العاصمة الفرنسية (باريس) للمطالبة بملاحقة الاحتلال قضائيا؛ بسبب ما اعتبروها جرائم حرب ارتكبها جيش الاحتلال أخيرا بحق الشعب الفلسطيني، خاصة في قطاع غزة.[99]